# 奧康奈爾街上段站
奧康奈爾街上段站（英語：O'Connell Upper）是一個位於愛爾蘭都柏林市中心奧康奈爾街的都柏林轻轨站，在2017年通車，為綠線延伸工程至布魯姆橋的其中一個車站。車站位於奧康奈爾街中間的輕轨預留地，只有北行方向，車站以北的軌道是一個道岔，向左轉是繼續北行方向，向右轉則是回到南行方向的帕奈爾站。